# Engelbert Humperdinck

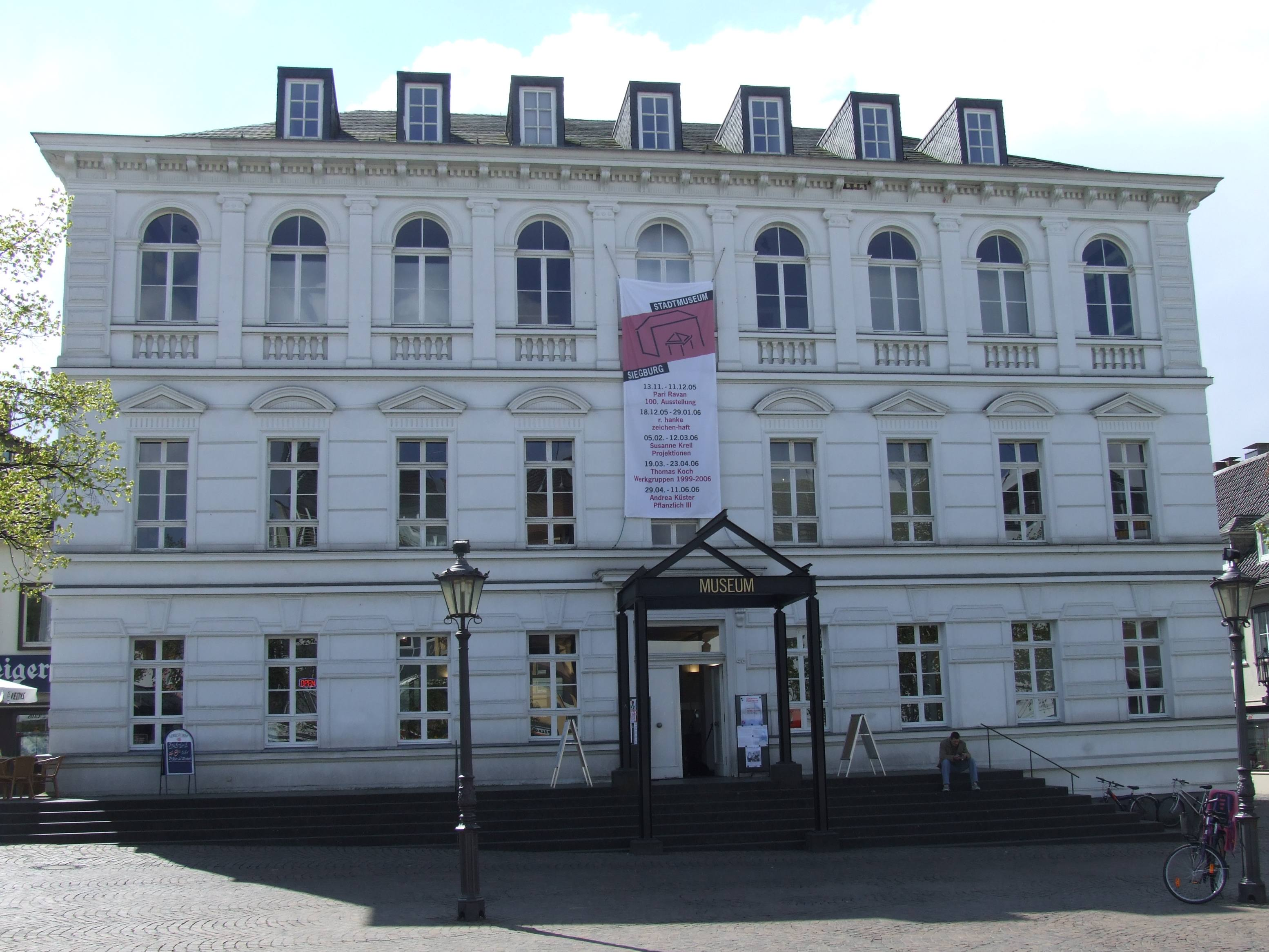
Casa natal de Humperdinck

Engelbert Humperdinck (Siegburg, 1 de Setembro de 1854 — 27 de Setembro de 1921) foi um compositor alemão.

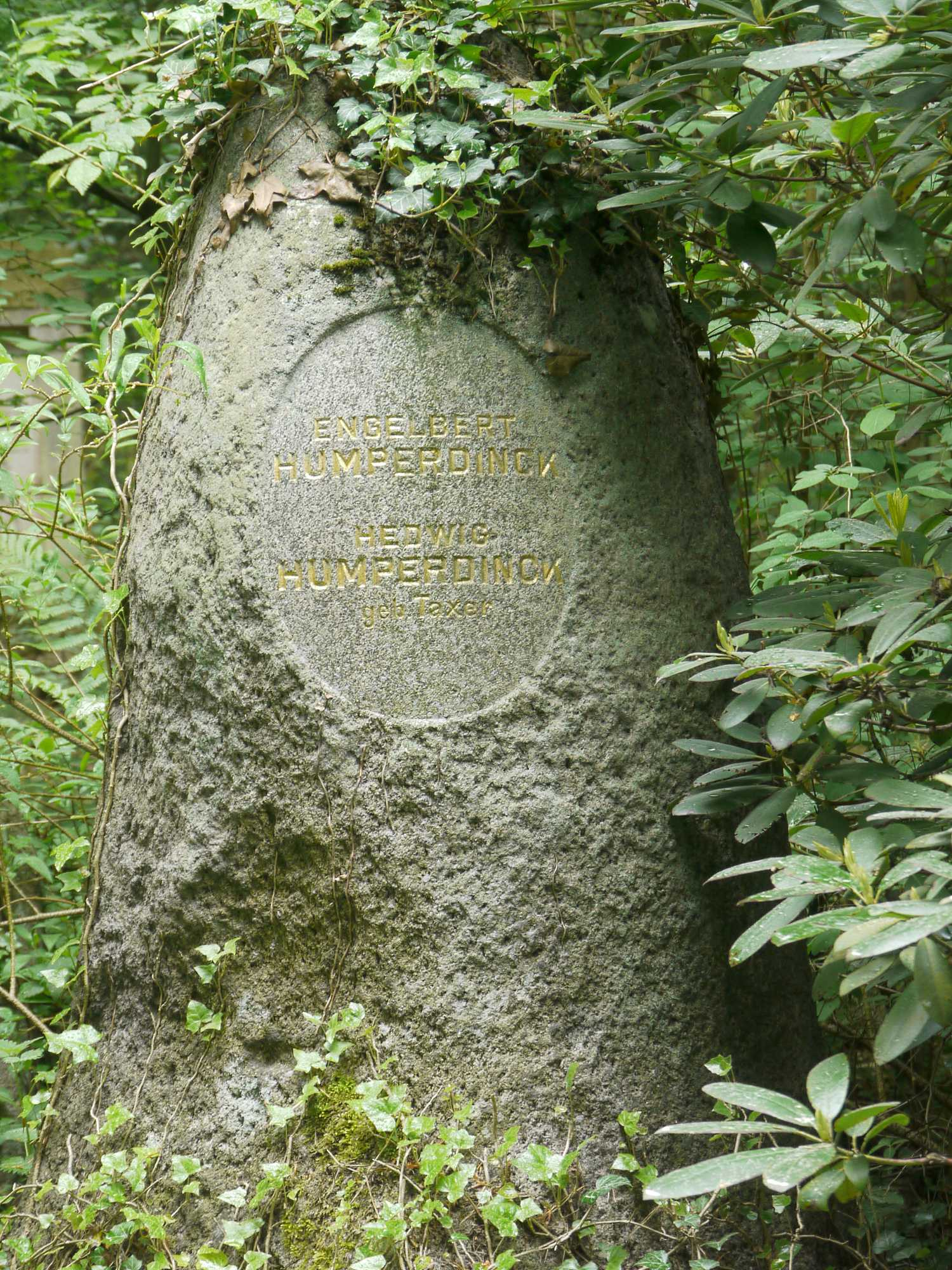
Sepultura de Humperdinck e sua mulher no Südwestkirchhof Stahnsdorf

## Obras

### Obras de Palco
- Harziperes (1868; EHWV 3). drama musical Libreto: ?
- Pérla (1868; EHWV 4). singspiel. Libreto: ?
- Claudine de Villa Bella (1868-1872; EHWV 5). Ópera. Libreto: Johann Wolfgang von Goethe
- Fedelma (1883; EHWV 80). fragmento de ópera. Libreto: Ernst von Wolzogen
- Branca de Neve (1888; EHWV 9). jogo de música. Libreto: Adelheid Wette (1858–1916)
- Hansel e Gretel. Libreto: Adelheid e Hermann Wette
  - Tocar música (1890; EHWV 93,1)
  - Singspiel (EHWV 93.2)
  - Ópera de conto de fadas em 3 cenas (1893; EHWV 93,3). Estreia 23 de dezembro de 1893 Weimar (Hoftheater ; maestro: Richard Strauss )
- As sete criancinhas (1895; EHWV 100). Singspiel em um ato.Libreto: Adelheid Wette. Estreia 19 de dezembro de 1895 Berlim
- filhos reais. Libreto: Elsa Bernstein (sob o pseudônimo de Ernst Rosmer)
  - Melodrama em 3 atos (1895-1897; EHWV 106,1). UA 23 de janeiro de 1897 Munique
  - Ópera de conto de fadas em 3 atos (1908-1910; EHWV 106,2). Estreia 28 de dezembro de 1910 Nova York (Metropolitan Opera )
- A Bela Adormecida (1902; EHWV 121). Ópera de conto de fadas em 3 atos. Libreto: Elisabeth Ebeling (1828-1905) e Bertha Filhés (1819-após 1887). Estreia 12 de novembro de 1902 Frankfurt am Main (casa de ópera ; maestro: Ludwig Rottenberg )
- O casamento contra a vontade (1902-1905; EHWV 130). Ópera cômica em 3 atos. Libreto: Hedwig Humperdinck (depois de Alexandre Dumas ). Estreia 14 de abril de 1905 Berlim (Court Opera )
- Sonho de Natal de Bübchen (1906; EHWV 136). Peça melodramática da natividade. Libreto: Gustav Falke. Estreia 30 de dezembro de 1906 Berlim (Circus Busch )
- O Sutler (1913; EHWV 155). Singspiel em 2 atos. Libreto: Robert Misch (1860-1929). Estreia 10 de maio de 1914 Colônia
- Gaudeamus (1915-1919; EHWV 162). ópera do jogo. Libreto: Robert Misch. Estreia 18 de março de 1919 Darmstadt

### Música incidental
- em The Frogs por Aristófanes (1879-1881; EHWV 61; fragmento)
- sobre O Juiz de Zalamea de Pedro Calderón de la Barca (EHWV 82). Estreia 19 de novembro de 1883 Colônia
- em O Mercador de Veneza por William Shakespeare (1905; EHWV 133). FP 9 de novembro de 1905 Berlim
- para The Winter's Tale por William Shakespeare (1906/06; EHWV 135). Estreia 15 de setembro de 1906 Berlim
- para A Tempestade de William Shakespeare (1906; EHWV 138). Estreou 26 de outubro de 1906 Berlim
- to What Ye Want de William Shakespeare (1907; EHWV 140). Estreia 17 de outubro de 1907 Berlim
- a Lisístrata por Aristófanes (1908; EHWV 141). Estreou 17 de fevereiro de 1908 Berlim
- em The Blue Bird por Maurice Maeterlinck (1910; EHWV 150). Estreia 23 de dezembro de 1912 Berlim
- para Das Wunder (O Milagre ; 1911; EHWV 151). Pantomima de mistério em 2 atos de Karl Gustav Vollmoeller e Max Reinhardt (depois de Caesarius von Heisterbach e Maurice Maeterlinck ). UA 23 de dezembro de 1911 Londres
- na véspera de Natal de 1914 (mais tarde Natal nas trincheiras ; EHWV 157). Peça folclórica (um ato) de Ludwig Thoma

### Obras Orquestrais
- Abertura do Concerto em D
- Abertura E bemol maior (fragmento)
- Noite de verão na vila. suíte (fragmento)
- Imagens sonoras para " Song of the Bell " de Schiller
- O sino de Siegburg
- Humoresque E major OCLC 50262800
- Rapsódia Moura
- Suítes Shakespeare nº 1 e nº 2

### Obras de música de câmara
- Quarteto de cordas em ré menor
- Minueto em Mi bemol maior para quarteto de cordas
- Quarteto de cordas em Mi menor (fragmento)
- Sonata em lá maior para violino e piano
- Movimento do quarteto de cordas em dó menor
- Movimento do quarteto de cordas em dó maior (fragmento)
- Quinteto para piano em sol maior
- Trio de piano em sol maior (fragmento)
- Noturno em sol maior para violino e piano
- Salonstück A menor para violoncelo e piano (esboço)
- Folha de álbum para violino e piano
- Quarteto de cordas em dó maior
- Sonatina para quatro violinos (fragmento)

### Composições vocais
- A peregrinação a Kevlaar (1878-1887). balada coral. Texto: Heinrich Heine
- A Felicidade de Edenhall (1879-1883). balada coral. Texto: Ludwig Uhland
- A pescadora. Balada coral (fragmento). Texto: Johann Wolfgang von Goethe
- inúmeras músicas com acompanhamento de piano

### Edições
- Daniel-François-Esprit Auber : The Bronze Horse, (francês: Cheval de bronze ), ópera de conto de fadas em três atos, libreto: Eugène Scribe, adaptado para o palco alemão por Engelbert Humperdinck OCLC 638246299
- Richard Wagner: Parsifal,: uma peça de festival de consagração de palco, trecho de ópera, arranjado para piano a quatro mãos por Engelbert Humperdinck OCLC 11735433

## Aluno de Engelbert Humperdinck
- Wilhelm Aletter (1867-1934), compositor, pianista
- Siegfried Wagner (1869-1930), compositor, maestro, diretor
- Rainer Simons (1869-1934), cantor, diretor
- Hermann Hans Wetzler (1870-1943), compositor
- Leo Blech (1871-1958), compositor, maestro
- Oskar Fried (1871-1941), compositor, maestro
- Fritz Zech (1875–?) (1900–1905), compositor, organista
- Walter Niemann (1876-1953), compositor, escritor de música
- Hans Jelmoli (1877-1936), compositor, pianista
- Cyril Scott (1879-1970), compositor, pianista
- Carl Schuricht (1880–1967), compositor, maestro (1901–1903?)
- Robert Stolz (1880-1975), compositor, maestro
- Clemens Schmalstich (1880-1960), compositor, maestro
- Heinz Schwier (1881-1956), compositor, maestro
- Emil Kühnel (1881-1971), compositor, maestro
- Jan van Gilse (1881-1944), compositor, maestro
- Charles Tomlinson Griffes (1884–1920), compositor (19??–1907)
- Friedrich Frischenschlager (1885-1970)
- Oskar Hagen (1888-1957), historiador de arte e música
- Andrés Isasi (1890-1940), compositor
- Manfred Gurlitt (1890-1972), compositor, maestro
- Karl Alwin (1891-1945), maestro
- Friedrich Hollaender (1896-1976), compositor, pianista
- Leo Spies (1899-1965), compositor, maestro
- Kurt Weill (1900-1950), compositor
- Burchard Bulling (1881-1972), compositor, maestro de coral
- Gustav Bumcke (1876-1963), compositor
- Adolf Klages (1862-1946), compositor, professor de piano
- Siegfried Kuhn (1893-1915), compositor